# تونی مورفیت
تونی مورفیت (انگلیسی: Tony Morphett؛ زادهٔ ۱۰ مارس ۱۹۳۸ - درگذشته ۲ ژوئن ۲۰۱۸) نمایشنامه‌نویس و فیلم‌نامه‌نویس اهل استرالیا بود. وی از سال ۱۹۶۴ تا ۲۰۱۸ مشغول فعالیت بود. از فیلم‌ها یا مجموعه‌های تلویزیونی که وی در آن‌ها نقش داشته‌است می‌توان به در برابر باد اشاره نمود.